# Upsilon Andromedae e
Upsilon Andromedae e è un pianeta extrasolare che ruota attorno alla stella Upsilon Andromedae A, una nana gialla che fa parte di un sistema stellare situato a 43,9 anni luce dalla Terra. Il pianeta è stato scoperto alla fine del 2010, a distanza di oltre un decennio dalla scoperta degli altri 3 pianeti che ruotano attorno a Upsilon Andromedae, avvenuta nel 1999.
Studi successivi del 2011 e del 2014, pur trovando alcune prove dell'esistenza di tale pianeta, hanno riscontrato grandi incongruenze nella stima del periodo orbitale a seconda dell'insieme di dati utilizzato, suggerendo che l'apparente segnale planetario è più probabilmente un artefatto strumentale.

## Caratteristiche
Il pianeta pare sia il più assomigliante a Giove tra tutti i pianeti extrasolari scoperti fino ad ora; la massa è appena superiore (1,06 volte), e la distanza dalla stella madre quasi la stessa di quella che separa Giove dal Sole, cioè 5,25 U.A. contro le 5,2 U.A. della distanza Sole-Giove. 